# Pohrebî, Romnî
Pohrebî (în ucraineană Погреби) este un sat în comuna Mîkolaiivka din raionul Romnî, regiunea Sumî, Ucraina.

## Demografie
Componența lingvistică a localității Pohrebî
     Ucraineană (100%)
Conform recensământului din 2001, toată populația localității Pohrebî era vorbitoare de ucraineană (100%).